# イリアス・コスティス
イリアス・コスティス（Ilias Kostis、2003年2月27日 - ）は、ギリシャ・テッサロニキ出身のサッカー選手。アトレティコ・マドリードB所属。ギリシャ代表。ポジションはDF。

## クラブ経歴
ギリシャのテッサロニキに生まれ、2019年にAPOELニコシアからアトレティコ・マドリードのカンテラへ入団した。2022年9月11日、セグンダ・ディビシオンRFEFのCDドン・ベニート戦でBチームデビューを果たすと、同年11月12日のCDグアダラハラ戦ではプロ初ゴールを挙げ、2-1での勝利に貢献した。
2023年10月4日、DFに負傷者が続出していたことも影響してこの日のUEFAチャンピオンズリーグのフェイエノールト戦にて、94分にアルバロ・モラタとの途中交代でトップチームデビューを果たした。

## 代表経歴
ギリシャ生まれだが、世代別代表ではキプロスを選択している。